# Gaujacq
Gaujacq é uma comuna francesa na região administrativa da Nova Aquitânia, no departamento Landes. Estende-se por uma área de 15,93 km². Em 2010 a comuna tinha 442 habitantes (densidade: 27,7 hab./km²).